# Austrognathia
Austrognathia is een geslacht in de taxonomische indeling van de tandmondwormen (Gnathostomulida). Het geslacht is voor het eerst wetenschappelijk beschreven in 1965 door Sterrer.

## Soorten
- Austrognathia australiensis
- Austrognathia christianae
- Austrognathia clavigera
- Austrognathia hymanae
- Austrognathia macroconifera
- Austrognathia microconulifera
- Austrognathia nannulifera
- Austrognathia novaezelandiae
- Austrognathia riedli
- Austrognathia singatokae